# Elisabeth Willeboordse
Elisabeth Willeboordse (Middelburg, 14 de septiembre de 1978) es una deportista neerlandesa que compitió en judo.
Participó en los Juegos Olímpicos de Pekín 2008, obteniendo una medalla de bronce en la categoría de –63 kg. Ganó dos medallas en el Campeonato Mundial de Judo, plata en 2009 y bronce en 2007, y tres medallas en el Campeonato Europeo de Judo entre los años 2005 y 2010.

## Palmarés internacional
| Juegos Olímpicos   | Juegos Olímpicos        | Juegos Olímpicos  | Juegos Olímpicos |
| Año                | Lugar                   | Medalla           | Categoría        |
| ------------------ | ----------------------- | ----------------- | ---------------- |
| 2008               | Pekín (China)           | Medalla de bronce | –63 kg           |
| Campeonato Mundial |                         |                   |                  |
| Año                | Lugar                   | Medalla           | Categoría        |
| 2007               | Río de Janeiro (Brasil) | Medalla de bronce | –63 kg           |
| 2009               | Róterdam (Países Bajos) | Medalla de plata  | –63 kg           |
| Campeonato Europeo |                         |                   |                  |
| Año                | Lugar                   | Medalla           | Categoría        |
| 2005               | Róterdam (Países Bajos) | Medalla de oro    | –63 kg           |
| 2006               | Tampere (Finlandia)     | Medalla de bronce | –63 kg           |
| 2010               | Viena (Austria)         | Medalla de oro    | –63 kg           |